# アウクスブルク郡
アウクスブルク郡 (ドイツ語: Landkreis Augsburg) は、ドイツ連邦共和国バイエルン州シュヴァーベン行政管区に属す郡である。人口25万人を超えるこの郡は、バイエルン州で3番めに人口の多い郡である。

## 地理

### 位置
アウクスブルク郡は、アウクスブルク市の東側を囲んでいる。アウクスブルクの南にはレヒフェルトが広がっている。郡北部もレヒタール（レヒ川の谷）である。アウクスブルク郡西部の地形は、北から南にツーザムタール、ホルツヴィンケル、ライシェナウ、シュタウデンである。
本郡の高度は、エルガウ北部レヒ川沿いの海抜 412 m からミッテルノイフナハ近郊シュタウデンの 626 m にまで分布している。

### 隣接する郡
本郡は北西から時計回りに、ディリンゲン・アン・デア・ドナウ郡、ドナウ＝リース郡、アイヒャッハ＝フリートベルク郡、郡独立市のアウクスブルク、ランツベルク・アム・レヒ郡、オストアルゴイ郡、ウンターアルゴイ郡、ギュンツブルク郡と境を接している。

## 歴史

### 地方史
現在の郡域には、1803年にはゲッギンゲン、シュヴァープミュンヘン、ヴェルティンゲン、ツースマールスハウゼンの各ラントゲリヒツベツィルク（Landgerichtsbezirk、行政を兼ねた地方裁判所管区）が存在した。これらは1808年からレヒ郡に、1810年からはオーバードナウ郡に属した。1810年にアウクスブルクが郡独立市となった。1838年からランツゲリヒトはシュヴァーベン郡とノイブルク郡に属した。その後シュヴァーベン管区 (Regierungsbezirk Schwabe) に編入された。

### 行政管区
ゲッギンゲン管区 (Bezirksamt Göggingen) は、1862年にかつてのラントゲリヒト・ゲッギンゲンとシュヴァープミュンヘンの管轄地域が統合されて成立した。しかしゲッギンゲン管区の行政機関所在地は1862年10月1日にアウクスブルクに移され、これに伴ってこの管区はアウクスブルク管区と改名された。この管区は旧ラントゲリヒト・ゲッギンゲンとシュヴァープミュンヘンの管轄市町村をその管轄領域とした。
バイエルンの管区の改編に伴い、1880年1月1日にクルムバッハ管区とミンデルハイム管区からアウクスブルク管区に市町村が編入された。
1900年10月1日、管区の新設に伴い、アウクスブルク管区から32市町村が分離されてシュヴァープミュンヘン管区が形成された。
1911年1月1日、アウクスブルク管区は自治体オーバーハウゼンとプフェルゼーをアウクスブルク市に移管した。1916年4月1日クリークスハーバーもこれに続いた。
1929年10月1日、ヴェルティンゲン管区に移管された7市町村を除いて、廃止されたツースマールスハウゼン管区のすべての自治体がアウクスブルク管区に移管された。

### 郡
1939年1月1日、ドイツ国全土で、郡 (Landkreis) という名称が採用された。これに伴い、アウクスブルク郡、シュヴァープミュンヘン郡、ヴェルティンゲン郡が、該当する管区 (Bezirksamt) から改名されて成立した。

### アウクスブルク郡
バイエルン州の地域再編に伴い、1972年7月1日に新しい郡が編成された。この郡は当初はアウクスブルク＝ヴェスト郡という名称であった。この郡を構成していた自治体は以下の通りである。
- 旧アウクスブルク郡に属してた自治体のうち、アウクスブルク市に合併したゲッギンゲン、ハウンシュテッテン、イニンゲン、ベルクハイムおよびギュンツブルク郡に編入されたシェーネバッハとウッテンホーフェンを除くすべての市町村
- 廃止されるシュヴァープミュンヘン郡のすべての市町村
- 廃止されるヴェルティンゲン郡のうち28市町村
- 廃止されるドナウヴェルト郡に属していたエルガウとノルデンドルフ
- 廃止されるミンデルハイム郡に属していたトラウンリート
- 廃止されるノイブルク・アン・デア・ドナウ郡に属していたハイムペルスドルフ、ノイキルヒェン、オーバーバール、ディーアハウプテン、ウンターバール[4]

アウクスブルクはこの新しい郡の郡庁所在地となり、郡は1973年5月1日に現在の名称である「アウクスブルク郡」に改名された。
トラウンリートは、1978年5月1日にアウクスブルク郡からウンターアルゴイ郡に移管され、そこでエトリンゲンに合併した。1994年1月1日にバールがティーアハウプテンから分離されて再び独立した自治体となってアイヒャッハ＝フリートベルク郡に移管されたことで、この郡はわずかに小さくなった。

## 住民

### 人口統計
アウクスブルク郡の人口は、1988年の195,626人から2018年には251,534人と55,908人、約28.6 % 増加した。
| \| 年 \| 人口（人） \| \| ---- \| ---------- \| \| 1840 \| 50,410 \| \| 1900 \| 60,808 \| \| 1939 \| 80,549 \| \| 1950 \| 122,729 \| \| 1961 \| 135,659 \| \| 1970 \| 163,119 \| \| 1987 \| 191,469 \| \| 1991 \| 210,635 \| \| 1995 \| 226,593 \| \| 2000 \| 236,422 \| \| 2005 \| 241,381 \| \| 2010 \| 240,068 \| \| 2015 \| 245,600 \| |            |
| 年 | 人口（人） |
| 1840 | 50,410     |
| 1900 | 60,808     |
| 1939 | 80,549     |
| 1950 | 122,729    |
| 1961 | 135,659    |
| 1970 | 163,119    |
| 1987 | 191,469    |
| 1991 | 210,635    |
| 1995 | 226,593    |
| 2000 | 236,422    |
| 2005 | 241,381    |
| 2010 | 240,068    |
| 2015 | 245,600    |

## 行政
アウクスブルク郡の郡議会は70議席からなる。
| 政党   | 政党                 | 2020年     | 2020年 | 2014年     | 2014年  | 2008年     | 2008年 |
| 政党   | 政党                 | 得票率 (%) | 議席数 | 得票率 (%) | 議席数  | 得票率 (%) | 議席数 |
| ------ | -------------------- | ---------- | ------ | ---------- | ------- | ---------- | ------ |
| CSU    | キリスト教社会同盟   | 42.4       | 30     | 48.13      | 34      | 47.9       | 34     |
| Grüne  | 同盟90/緑の党        | 17.7       | 12     | 10.77      | 7       | 8.4        | 8      |
| GWV    | Freie Wähler Bayern  | 16.5       | 11     | 17.36      | 12      | 15.7       | 11     |
| SPD    | ドイツ社会民主党     | 9.4        | 7      | 16.74      | 12      | 20.3       | 14     |
| AfD    | ドイツのための選択肢 | 7.1        | 5      | -          | -       | -          | -      |
| ÖDP    | エコロジー民主党     | 2.7        | 2      | 2.34       | 2       | 1.6        | 1      |
| FDP    | 自由民主党           | 2.6        | 2      | 2.86       | 2       | 4.1        | 3      |
| Linke  | 左翼党               | 1.4        | 1      | -          | -       | -          | -      |
| REP    | 共和党               | -          | -      | 1.8        | 1       | 2.0        | 1      |
| 合計   | 合計                 | 100.0      | 70     | 100.0      | 70      | 100.0      | 70     |
| 投票率 | 投票率               | 59.8 %     | 59.8 % | 56.97 %    | 56.97 % | 61.4 %     | 61.4 % |

### 紋章
図柄: 頂部は赤地と銀地に二分割。主部は銀地と青地に二分割。向かって左は赤いウルリヒ十字。向かって右は金のフルール・ド・リス。

## 経済と社会資本
この郡の経済はアウクスブルクに強く依存しており、失業率は一貫して低い（2021年の16歳から65歳を対象とした失業率は 3.7 %）。人口推移はポジティブ（すなわち、出生数と転入数が死亡数と転出数よりも多い）で、2021年現在の外国人比率は 10.5 % である。

### 交通

#### 鉄道路線
1840年にミュンヘン＝アウクスブルク鉄道会社が最初のアウクスブルクへの鉄道を開業した。その4年後にはすでにドナウヴェルトからアウクスブルクへのルートヴィヒ南北線が開通し、1847年に南のブーフローエ - ケンプテン方面に延長された。その後バイエルン邦有鉄道は、1853/54年にこの路線とギュンツブルクおよびウルム行きの路線（現在のアウクスブルク - ウルム線）とをアウクスブルクで交差させた。
バイエルン邦有鉄道の他の路線では、アウクスブルク＝ホーホツォルで分岐してインゴルシュタットへ行く路線が1875年に、メーリングで分岐してゲルテンドルフおよびヴァイルハイムへ向かう路線が1898年に完成した。
1877年からアウクスブルク - ブーフローエ線のボービンゲンで、ボービンゲン - カウフェリング線が分岐した。
ウルムへ向かう路線から、以下の路線が分岐した。
- 1984年　ディンケルシェルベン - タンハウゼン（ドイツ語版、英語版）
- 1903年　アウクスブルク - ヴェルデン
- 1911/12年　ゲッセルツハウゼン - マルクト・ヴァルト（ドイツ語版、英語版） - テュルクハイム（ドイツ語版、英語版）

邦有鉄道は最大 172 km の路線網を建設した。このうち 48 km の区間で旅客運転が廃止された。
- 1966年: ディケルシェルベン - タンハウゼン（14 km、そのうち 4 km がアウクスブルク郡内）
- 1986年: （アウクスブルク - ）ノイゼス - アイシュテッテン - ヴェルデン (19 km)
- 1991年: ゲッセルツハウゼン - ミッテルノイフナハ - マルクト・ヴァルト (25 km)

この最後に挙げた路線は、シュタウデン交通会社 (SVG) が夏に観光路線として利用していた。2002年12月からこの路線上で定期運行が再開され、これによりランゲンノイフナハ - ゲッセルツハウゼン間が再開された。

#### アウクスブルク交通会社
アウクスブルク交通会社 mbH (AVS) は、アウクスブルクの公共近郊交通およびシュタットベルゲンへの路線を運営している。後者は、1881年に標準軌の馬車鉄道として開業し、1898年にメートル軌の路面電車となった路線である。

#### 道路
郡内を東西に（アウクスブルクから）アウトバーン A8号線が通り、ノイゼス、アーデルスリート、ツースマールスハウゼンにインターチェンジがある。北の郡境（アルマンスホーフェン / ノルデンドルフ付近）からアウクスブルクとの市境まで通る連邦道2号線（B2号線）と連邦道17号線（B17号線）は4車線に拡幅されている。B17号線は、シュタットベルゲンを通り、アウクスブルクの市境（ケーニヒスブルン付近）の南をランツベルク・アム・レヒ方面へ向かう。さらに、シュタットベルゲンからウスタースバッハの西へ通じる連邦道300号線が郡内を通っている。

## 市町村
| 市 - ボービンゲン (Bobingen 18,022) - ゲルストホーフェン (Gersthofen 23,492) - ケーニヒスブルン (Königsbrunn 28,377) - ノイゼス (Neusäß 23,251) - シュヴァープミュンヘン (Schwabmünchen 14,926) - シュタットベルゲン (Stadtbergen 15,614) 市場町 - ビーバーバッハ (Biberbach 3,536) - ディードルフ (Diedorf 10,777) - ディンケルシェルベン (Dinkelscherben 6,819) - フィッシャハ (Fischach 5,105) - マイティンゲン (Meitingen 12,227) - ティーアーハウプテン (Thierhaupten 4,143) - ヴェルデン (Welden 3,841) - ツースマールスハウゼン (Zusmarshausen 6,620) | 町村 - アーデルスリート (Adelsried 2,610) - アルマンスホーフェン (Allmannshofen 970) - アルテンミュンスター (Altenmünster 4,600) - アイシュテッテン (Aystetten 3,053) - ボンシュテッテン (Bonstetten 1,641) - エーインゲン (Ehingen 1,134) - エルガウ (Ellgau 1,185) - エーマースアッカー (Emersacker 1,506) - ガプリンゲン (Gablingen 4,955) - ゲッセルツハウゼン (Gessertshausen 4,496) - グラーベン (Graben 4,038) - グロースアイティンゲン (Großaitingen 5,339) - ヘレツリート (Heretsried 1,039) - ヒルテンフィンゲン (Hiltenfingen 1,650) - ホルガウ (Horgau 3,006) - クラインアイティンゲン (Kleinaitingen 1,369) - クロスターレヒフェルト (Klosterlechfeld 2,983) - キューレンタール (Kühlenthal 872) - クッツェンハウゼン (Kutzenhausen 2,627) - ランゲンノイフナハ (Langenneufnach 1,894) - ランゲルリンゲン (Langerringen 4,166) - ラングヴァイト・アム・レヒ (Langweid a.Lech 8,878) - ミックハウゼン (Mickhausen 1,394) - ミッテルノイフナハ (Mittelneufnach 1,078) - ノルデンドルフ (Nordendorf 2,647) - オーバーオットマールスハウゼン (Oberottmarshausen 1,785) - シェルシュテッテン (Scherstetten 1,120) - ウンターマイティンゲン (Untermeitingen 7,568) - ウスタースバッハ (Ustersbach 1,239) - ヴァルカーツホーフェン (Walkertshofen 1,198) - ヴェーリンゲン (Wehringen 3,055) - ヴェステンドルフ (Westendorf 1,733) 市町村に属さない地域 - シュメラーフォルスト（3.28 km2、無人） |

括弧内の数値は、2023年12月31日現在の人口である。
行政共同体
- ゲッセルツハウゼン行政共同体: ゲッセルツハウゼン、ウスタースバッハ
- グロースアイティンゲン行政共同体: グロースアイティンゲン、クラインアイティンゲン、オーバーオットマールスハウゼン
- ランゲルリンゲン行政共同体: ヒルテンフィンゲン、ランゲルリンゲン
- レヒフェルト行政共同体: クロスターレヒフェルト、ウンターマイティンゲン
- ノルデンドルフ行政共同体: アルマンスホーフェン、エーインゲン、エルガウ、キューレンタール、ノルデンドルフ、ヴェステンドルフ
- シュタウデン行政共同体: ランゲンノイフナハ、ミックハウゼン、ミッテルノイフナハ、シェルシュテッテン、ヴァルカーツホーフェン
- ヴァイデン行政共同体: ヴェルデン、ボンシュテッテン、エーマースアッカー、ヘレツリート

## 関連図書
- Martin Kluger (2013). Augsburger Land. Ziele im Landkreis Augsburg. Augsburg. ISBN 978-3-939645-65-8